# Le Grazie (Tolentino)
Le Grazie è una frazione del comune di Tolentino situata sulla Strada Provinciale 77 che collega Tolentino a Belforte del Chienti.
È la frazione del comune con la popolazione maggiore e la sua espansione è dovuta al fatto che vi è presente il lago artificiale de Le Grazie, un tempo frequentata stazione balneare, e dal fatto che in tempi recenti sulla strada che porta a Serrapetrona sia sorta una notevole e importante Zona Industriale dove ha sede ad esempio la Poltrone Val di Chienti che si fregia del marchio Jaguar Interiors.